# Långholmen, Esbo
Långholmen är en ö i Finland. Den ligger i Finska viken och i kommunen Esbo i den ekonomiska regionen  Helsingfors i landskapet Nyland, i den södra delen av landet. Ön ligger omkring 11 kilometer sydväst om Helsingfors.
Öns area är 3 hektar och dess största längd är 360 meter i nord-sydlig riktning. Ön höjer sig omkring 10 meter över havsytan.